# Adelophryne adiastola
Espèce
Statut de conservation UICN

 LC  : Préoccupation mineure
Adelophryne adiastola est une espèce d'amphibiens de la famille des Eleutherodactylidae.

## Répartition
Cette espèce se rencontre à moins de 300 m d'altitude, :
- en Colombie dans les départements d'Amazonas et Vaupés ;
- en Équateur à Kurintza dans la province de Pastaza ;
- au Pérou dans la région de Loreto ;
- au Brésil à Tabatinga en Amazonas.

## Description
Adelophryne adiastola mesure de 13,0 à 13,9 mm.

## Publication originale
- Hoogmoed & Lescure, 1984 : A new genus and two new species of minute leptodactylid frogs from northern South America, with comments upon Phyzelaphryne (Amphibia: Anura: Leptodactylidae). Zoologische Mededelingen (Leiden), vol. 58, no 6, p. 85-115 (texte intégral).